# Big Little Lies
Big Little Lies is een Amerikaanse televisieserie die vanaf 19 februari 2017 uitgezonden werd op de televisiezender Home Box Office. Dit is het eerste grote HBO-serieproject van productiebedrijf Pacific Standard van Reese Witherspoon, die zelf ook in de serie speelt. De serie is gebaseerd op de gelijknamige roman van Liane Moriarty. 
De serie won heel wat prijzen waaronder een Golden Globe voor beste miniserie. Wegens succes werd in 2019 een tweede seizoen gemaakt.
Enkele thema's die aan bod komen in de serie zijn ontrouw, seksueel geweld, misbruik, pesten en problemen in nieuw samengestelde gezinnen.

## Rolverdeling
| Acteur / actrice    | Personage                    | Seizoen  | Seizoen  |
| Acteur / actrice    | Personage                    | 1        | 2        |
| ------------------- | ---------------------------- | -------- | -------- |
| Reese Witherspoon   | Madeline Martha Mackenzie    | Hoofdrol | Hoofdrol |
| Nicole Kidman       | Celeste Wright               | Hoofdrol | Hoofdrol |
| Shailene Woodley    | Jane Chapman                 | Hoofdrol | Hoofdrol |
| Alexander Skarsgård | Perry Wright                 | Hoofdrol | Hoofdrol |
| Adam Scott          | Ed Mackenzie                 | Hoofdrol | Hoofdrol |
| Zoë Kravitz         | Bonnie Carlson               | Hoofdrol | Hoofdrol |
| James Tupper        | Nathan Carlson               | Hoofdrol | Hoofdrol |
| Jeffrey Nordling    | Gordon Klein                 | Hoofdrol | Hoofdrol |
| Laura Dern          | Renata Klein                 | Hoofdrol | Hoofdrol |
| Kathryn Newton      | Abigail Carlson              | Bijrol   | Hoofdrol |
| Iain Armitage       | Ziggy Chapman                | Bijrol   | Hoofdrol |
| Meryl Streep        | Mary Louise Wright           |          | Hoofdrol |
| Darby Camp          | Chloe Mackenzie              | Bijrol   | Bijrol   |
| Cameron Crovetti    | Josh Wright                  | Bijrol   | Bijrol   |
| Nicholas Crovetti   | Max Wright                   | Bijrol   | Bijrol   |
| Chloe Coleman       | Skye Carlson                 | Bijrol   | Bijrol   |
| Ivy George          | Amabella Klein               | Bijrol   | Bijrol   |
| Merrin Dungey       | Rechercheur Adrienne Quinlan | Bijrol   | Bijrol   |
| Robin Weigert       | Dr. Amanda Reisman           | Bijrol   | Bijrol   |
| P.J. Byrne          | Directeur Warren Nippal      | Bijrol   | Bijrol   |
| Santiago Cabrera    | Joseph Bachman               | Bijrol   | Bijrol   |
| Sarah Sokolovic     | Tori Bachman                 | Bijrol   | Bijrol   |
| Kelen Coleman       | Harper Stimson               | Bijrol   | Bijrol   |
| Larry Sullivan      | Oren                         | Bijrol   | Bijrol   |
| Gia Carides         | Melissa                      | Bijrol   | Bijrol   |
| Larry Bates         | Stu                          | Bijrol   | Bijrol   |
| Sarah Baker         | Thea Cunningham              | Bijrol   |          |
| Kathreen Khavari    | Samantha                     | Bijrol   |          |
| Sarah Burns         | Gabrielle                    | Bijrol   |          |
| Hong Chau           | Jackie                       | Bijrol   |          |
| David Monahan       | Bernard                      | Bijrol   |          |
| Molly Hagan         | Dr. Moriarty                 | Bijrol   |          |
| Virginia Kull       | Ms. Barnes                   | Bijrol   |          |
| Joseph Cross        | Tom                          | Bijrol   |          |
| Douglas Smith       | Corey Brockfield             |          | Bijrol   |
| Mo McRae            | Michael Perkins              |          | Bijrol   |
| Crystal R. Fox      | Elizabeth Howard             |          | Bijrol   |
| Martin Donovan      | Martin Howard                |          | Bijrol   |
| Poorna Jagannathan  | Katie Richmond               |          | Bijrol   |
| Denis O'Hare        | Ira Farber                   |          | Bijrol   |
| Becky Ann Baker     | Marylin Cipriani             |          | Bijrol   |

## Afleveringen

### Seizoen 1
| Nr. | Afl. | Titel                 | Regisseur        | Schrijver(s)    | Datum uitzending |
| --- | ---- | --------------------- | ---------------- | --------------- | ---------------- |
| 1 | 1    | Somebody's Dead       | Jean-Marc Vallée | David E. Kelley | 19 februari 2017 |
| Op een openbare school in Monterey vindt tijdens een benefietavond een moord plaats, maar noch het slachtoffer noch de dader worden onthuld. Er wordt teruggekeerd naar de eerste dag van het nieuwe schooljaar, en de gezinnen van vijf leerlingen van het eerste schooljaar worden geïntroduceerd. Madeline Martha Mackenzie is een vastberaden en rijke vrouw met een zesjarige dochter en een tienerdochter uit haar eerste huwelijk. Haar vriendin, de voormalige advocate Celeste Wright, is de moeder van twee zonen die naar dezelfde school gaan. Nieuw in de stad is alleenstaande moeder Jane Chapman met haar zoontje Ziggy. Amabella, de dochter van Renata Klein, beschuldigt Ziggy ervan om haar te hebben geprobeerd te doen stikken, wat Ziggy ontkent. Madeline en Celeste geraken bevriend met Jane. Het blijkt dat Madeline het moeilijk heeft om te gaan met haar ex-man Nathan en diens nieuwe vrouw Bonnie, en dat de band met haar tienerdochter Abigail lijkt te verdwijnen. Celeste lijkt een zeer gelukkig leven te leiden met haar man Perry, maar die blijkt met momenten gewelddadig te kunnen zijn. De reden van de verhuis van Jane naar Monterey is onbekend. |      |                       |                  |                 |                  |
| 2 | 2    | Serious Mothering     | Jean-Marc Vallée | David E. Kelley | 26 februari 2017 |
| Perry vliegt uit naar Celeste wanneer hij verneemt dat hij de ontmoetingsdag op school heeft gemist, maar Celeste laat het passeren. Jane gaat op zoek naar werk, maar met weinig succes. Madeline begeeft zich op het oorlogspad tegenover Renata wanneer ze verneemt dat Ziggy als enige niet werd uitgenodigd op het verjaardagsfeestje van Amabella. Ed stelt zich vragen aan Madelines toewijding tegenover hem wanneer ze blijft klagen over Nathan en Bonnie. Madeline is helemaal woedend als blijkt dat Bonnie samen met Abigail anticonceptiepillen is gaan halen. Nathan probeert samen met Ed een vreedzame oplossing te vinden voor de opvoeding van Abigail, maar Ed heeft door dat Nathan hem wil intimideren en staat stevig tegenover hem. Madelines jongste dochter Chloe en Bonnies dochter Skye proberen de spanningen tussen Ziggy en Amabella te doen verdwijnen, maar dit leidt tot een incident van ongewenste affectie, waarop de ouders van de kinderen bij de directeur worden geroepen. Dit incident leidt ertoe dat Jane herinneringen krijgt naar een ongewenste gebeurtenis. |      |                       |                  |                 |                  |
| 3 | 3    | Living the Dream      | Jean-Marc Vallée | David E. Kelley | 5 maart 2017     |
| Perry verstikt Celeste wanneer hij gelooft dat ze hem opzettelijk niet betrok bij een uitstapje met de kinderen, waarna Celeste dreigt om hem te verlaten. Renata's feestje voor Amabella is een groot succes, maar ze is toch overstuur wanneer ze verneemt dat Madeline Amabella's beste vrienden en Ziggy op dezelfde dag heeft uitgenodigd op een dagje Disney On Ice. Tijdens hun therapie beweert Perry dat zijn uitbarstingen voortkomen uit de angst dat Celeste niet echt van hem houdt, wat Celeste probeert te ontkennen. Wanneer de schoolresultaten van Abigail beginnen te zakken, gelooft haar begeleidingsadviseur dat dit wordt veroorzaakt door stress in de thuissituatie. Hierop wordt besloten dat Abigail tijdelijk bij Nathan zal gaan wonen, tot ontzetting van Madeline. Jane probeert Ziggy meer betrokken te krijgen in buitenschoolse activiteiten en helpt hem een stamboom van de familie te maken voor school, samen met Madeline. Jane stuurt de boze Ziggy naar zijn kamer wanneer hij er op aandringt om ook de naam van zijn vader op de stamboom te zetten. Jane vertrouwt Madeline toe dat Ziggy het gevolg is van een verkrachting door een man met de naam Saxon Banks, die ze sindsdien nooit meer heeft gezien. |      |                       |                  |                 |                  |
| 4 | 4    | Push Comes to Shove   | Jean-Marc Vallée | David E. Kelley | 12 maart 2017    |
| Abigail trekt in bij Nathan en Bonnie. Celeste vertegenwoordigt Joseph en Madeline in een vergadering met de burgemeester in verband met de productie van het controversiële toneelstuk Avenue Q. Ze weet de burgemeester te overtuigen om het stuk te laten plaatsvinden, en hierdoor realiseert ze zich dat ze graag terug aan het werk zou gaan. Ze vraagt aan haar therapeute hoe ze dit het best kan vertellen aan Perry, maar die is meer bezig met de reden waarom Celeste zo bang is om het te zeggen. Thuis zegt Perry dat hij niet wil dat Celeste nog meer vergaderingen bijwoont. Hij grijpt haar bij de keel wanneer ze weigert, maar neemt al snel afstand als de kinderen de kamer binnenkomen. Joseph en Madeline kussen, en er wordt onthuld dat ze een jaar geleden een affaire hadden. Nathan en Bonnie willen een etentje organiseren met Madeline en Ed, om de opvoeding van Abigail te bespreken. Madeline spoort een man op met de naam Saxon Baker, waarvan ze denkt dat het weleens Saxon Banks kan zijn. Ze deelt deze info met Jane en Celeste, waarop ze plannen om naar San Luis Obispo te gaan om hem te confronteren. Jane zegt dat ze hem zou vermoorden moest ze kunnen, maar doet dit af als grapje wanneer Madeline ongerust wordt. Mevrouw Barnes merkt dat Amabella zeer stil is in de klas en vermoedt dat ze nog steeds wordt gekwetst door een klasgenoot. Ondanks dat Amabella beweert dat zij en Ziggy vrienden zijn, verzoekt mevrouw Barnes Jane om met Ziggy langs een kinderpsycholoog te gaan. Die gelooft dat Ziggy onschuldig is en mogelijk zelf wordt gepest, waarop een nieuwe afspraak wordt gemaakt. |      |                       |                  |                 |                  |
| 5 | 5    | Once Bitten           | Jean-Marc Vallée | David E. Kelley | 19 maart 2017    |
| Nathan ziet Jane op de schietbaan en vertelt dit aan Madeline. Jane verzekert Madeline dat ze het pistool heeft uitsluitend als psychologisch voordeel, maar Madeline betreurt dat ze Saxon Baker heeft opgespoord. Renata ontdekt een bijtwonde op de arm van Amabella, die weigert te zeggen wie het heeft gedaan. Renata veronderstelt dat het Ziggy was en er wordt een meeting georganiseerd met de directeur en Jane. Jane is bang dat de school te weten zal komen dat Ziggy het resultaat is van een verkrachting. Joseph eist van Madeline dat ze met hem meerijdt om te praten over hun affaire, die Joseph officieel wil maken. Onderweg krijgen ze een ongeluk. Madeline is ongedeerd, maar Joseph heeft een hersenschudding en klaplong opgelopen. Ed en Josephs vrouw Tori vragen zich af waarom de twee samen in de auto zaten. Na een nieuwe uitbarsting van Perry confronteert Dr. Reisman Celeste ermee dat hij haar misbruikt. Celeste weigert eerst dit toe te geven, maar bekent nadien dat ze al vreesde voor haar leven en dat ze op het punt heeft gestaan Perry te verlaten. Dr. Reisman zegt Celeste na te denken over de mogelijke complicaties van Perry's gedrag voor de kinderen. Jane rijdt in het geheim naar San Luis Obispo om de confrontatie met Saxon Baker aan te gaan, en neemt haar pistool mee. |      |                       |                  |                 |                  |
| 6 | 6    | Burning Love          | Jean-Marc Vallée | David E. Kelley | 26 maart 2017    |
| Jane vertelt aan Madeline dat ze Saxon Baker ging opzoeken, maar dat het niet dezelfde was als die haar verkrachtte. Madeline probeert haar te overtuigen haar zoektocht stop te zetten. Mevrouw Barnes vertelt Jane dat er een petitie is opgestart om Ziggy te schorsen van school. Het komt tot een handgemeen met Renata, van wie ze denkt dat zij de petitie opstartte. Later verontschuldigt ze zich, beseffende dat ze beiden handelden om hun kinderen te beschermen. Renata is van plan elk klasgenootje apart uit te nodigen om te komen spelen, en ze hoopt zo de pester te vinden. Dr. Reisman adviseert Celeste om zich klaar te maken om Perry te verlaten, door een appartement te huren en iemand op de hoogte te brengen van zijn agressie, om later tijdens een eventuele rechtszaak over de voogdij over een getuige te beschikken. Tijdens een nieuw handgemeen verwondt Celeste Perry, die haar later zegt dat ze blij mag zijn dat hij haar niet doodde. De volgende dag gaat ze op zoek naar een appartement. Tijdens de première van Avenue Q confronteert Tori Madeline dat ze vermoedt dat ze een affaire had met haar man, die nog steeds verliefd is op Madeline. Nathan ontdekt het geheime project van Abigail, ze wil haar maagdelijkheid veilen om geld in te zamelen voor Amnesty International. Wanneer Madeline dit te weten komt, gaat ze in gesprek met Abigail en bekent dat ze een affaire heeft gehad. |      |                       |                  |                 |                  |
| 7 | 7    | You Get What You Need | Jean-Marc Vallée | David E. Kelley | 2 april 2017     |
| Na een nieuwe aframmeling beslist Celeste om Perry te verlaten de dag na de benefietavond. Ziggy biecht op aan Jane dat het Max is die Amabella pest en dat die ook gewelddadig is tegen Skye. Jane vertelt aan Celeste dat het al die tijd haar zoontje was. Celeste vraagt aan Max om alles op te biechten. Vlak voor ze vertrekken naar de benefietavond, ziet Perry een bericht op Celeste haar gsm van haar makelaar. Onderweg probeert hij haar te overtuigen om te blijven en eens aangekomen dwingt hij haar in de auto te blijven. Op het feest probeert ze Perry te ontwijken en licht Renata in over Max. Madeline wordt dronken en loopt weg tijdens het optreden van Ed. Jane gaat achter haar aan en vindt haar bovenaan een betonnen trap. Madeline zegt tegen Jane dat ze Ed heeft bedrogen. Ook Renata komt aan en excuseert zich bij Jane. Ook Celeste en even later Perry komen aan bij de andere vrouwen. Bonnie merkte de ruzie tussen Celeste en Perry en volgde hen, waarop ze de ruzie vanop afstand bekijkt. Jane herkent Perry als de man die haar verkrachtte. Hij smeekt Celeste om mee te gaan, maar het rondt uit in een gevecht waarbij de vrouwen Perry onder controle proberen te houden. Bonnie komt aangelopen en geeft Perry een duw, waardoor hij van de trap valt en sterft. Tijdens de politieverhoren beweren al de vrouwen dat er inderdaad een gevecht ontstond, maar dat Perry per ongeluk viel. De rechercheurs kunnen niet bewijzen dat de vrouwen liegen, dus gaan ze vrijuit. Tijdens een dagje op het strand worden de vrouwen en hun kinderen in de gaten gehouden door een verrekijker door de politie.  |      |                       |                  |                 |                  |

### Seizoen 2
| Nr. | Afl. | Titel                | Regisseur     | Schrijver(s)                     | Datum uitzending |
| --- | ---- | -------------------- | ------------- | -------------------------------- | ---------------- |
| 8 | 1    | What Have They Done? | Andrea Arnold | David E. Kelley & Liane Moriarty | 9 juni 2019      |
| In de nasleep van Perry's dood proberen Celeste, Madeline, Jane en Renata verder te gaan met hun leven, terwijl Bonnie overweegt zich aan te geven bij de politie. Het is de eerste schooldag in het tweede leerjaar voor hun kinderen, en de vijf vrouwen herenigen zich na de zomervakantie. Perry's moeder Mary Louise, die tijdelijk bij Celeste verblijft, begint vragen te stellen over de dood van haar zoon en botst met Madeline. Nathan maakt zich zorgen omdat Bonnie hem op afstand houdt en vraagt Ed om hulp. Abigail besluit om niet naar de universiteit te gaan, tot afkeuring van Madeline. Op het strand vraagt Corey, een collega van Jane, of ze een van de "Monterey Vijf" is. Jane vertelt de andere vrouwen - behalve Bonnie - hierover en Renata verzekert hen dat de politie geen bewijzen heeft tegen hen. Celeste heeft nachtmerries over Perry en Mary Louise stelt haar vragen over hun relatie. |      |                      |               |                                  |                  |
| 9 | 2    | Tell-Tale Hearts     | Andrea Arnold | David E. Kelley & Liane Moriarty | 16 juni 2019     |
| Celeste heeft een ongeval met haar wagen nadat ze een Ambien heeft ingenomen en herinnert zich niet dat ze in de wagen is gestapt. Een bezorgde Nathan telefoneert naar Bonnie's ouders, die op bezoek komen. Gordon wordt gearresteerd door de FBI voor handel met voorkennis en aandelenfraude. Hij vertelt Renata dat hij al hun geld is verloren en ze dus failliet zijn. Via Max en Josh komt Mary Louise te weten wie de vader was van Ziggy. Ze weigert te geloven dat Perry Jane heeft verkracht en geeft Jane de schuld. Madeline geeft Chloe huisarrest wanneer ze ontdekt dat ze tegen Max, Josh en Ziggy heeft verteld dat ze alle drie dezelfde vader hebben na een telefoongesprek tussen Madeline en Jane heeft afgeluisterd. Met tegenzin vertelt Jane aan Ziggy hoe hij voort is gekomen uit een verkrachting. Ed is onthutst dat Madeline al een jaar wist over Jane en Ziggy en hem niets heeft verteld. Hij ontdekt ook de ontrouw van Madeline nadat hij toevallig binnenkomt wanneer Madeline en Abigail hierover praten. |      |                      |               |                                  |                  |
| 10 | 3    | The End of the World | Andrea Arnold | David E. Kelley & Liane Moriarty | 23 juni 2019     |
| Bonnie botst met haar moeder en herinnert zich traumatische gebeurtenissen uit haar jeugd. Amabella krijgt een angstaanval tijdens een les over klimaatverandering. Renata neemt een kinderpsycholoog in dienst en ontdekt dat Amabella zich zorgen maakt over het uitsterven van de planeet, haar vader die naar de gevangenis moet en de mentale toestand van Renata. Renata geeft Gordon de schuld en confronteert directeur Nippal en meester Perkins over het onderwijzen van tweedeklassers over klimaatverandering. Mary Louise benadert Jane op haar werk en vraagt om een vaderschapstest, die Jane weigert. Mary Louise sluimert dan rond op de parkeerplaats van Jane's appartement om Ziggy te bekijken. Ze vindt overeenkomsten tussen Ziggy en Perry's tweelingbroer, die als kind stierf, maar weigert te accepteren dat Perry een verkrachter was. Om hun huwelijk te redden, bezoeken Madeline en Ed de therapeut van Celeste. Tijdens een ouderbijeenkomst in de school, breekt Madeline emotioneel tijdens haar voordracht. Jane en Corey gaan op date, maar ze slaagt er niet in intiem met hem te zijn. |      |                      |               |                                  |                  |
| 11 | 4    | She Knows            | Andrea Arnold | David E. Kelley & Liane Moriarty | 30 juni 2019     |
| Tijdens een pompoen-carving-feestje in het huis van Madeline duikt Mary Louise onuitgenodigd op. Mary Louise krijgt een appartement in hetzelfde gebouw als Jane, die volgens Celeste haar grenzen overschrijdt. Wanneer Mary Louise subtiel insinueert dat Perry vrouwen versierde om toevlucht te zoeken bij Celeste, slaat Celeste haar. De volgende dag geeft Mary Louise toe aan Celeste dat haar man haar verliet na de dood van Perry's broer en dat ze de schuld verdiende. Mary Louise benadert advocaat Ira Farber om de voogdij over haar kleinkinderen te krijgen, en verwijt Celeste nalatigheid. Het huwelijk van Madeline en Ed blijft verslechteren. Renata en Gordon hebben een hoorzitting over het faillissement, wat rampzalig verloopt wanneer Renata weigert mee te werken. Op Amabella's verjaardagsfeest vertelt Jane Corey over haar verkrachting en krijgt Bonnie's moeder een beroerte nadat ze een visioen kreeg waarin ze Bonnie ziet verdrinken. |      |                      |               |                                  |                  |
| 12 | 5    | Kill Me              | Andrea Arnold | David E. Kelley & Liane Moriarty | 7 juli 2019      |
| Celeste weigert een schikkingsaanbod van de advocaat van Mary Louise voor gezamenlijke voogdij over de jongens, en de zaak wordt berecht. Renata probeert Mary Louise ertoe te brengen de zaak te laten vallen, die haar op haar beurt beschimpt omdat ze een werkende moeder is. Ziggy wordt gepest door een jongen, die hem een fout noemt en dat zijn vader een verkrachter is. Max en Josh verdedigen hem en ze slaan alle drie de jongen in elkaar, waardoor ze alle drie tijdelijk worden geschorst. Jane probeert intiem te zijn met Corey, maar door het trauma lukt dit haar niet. Celeste, Jane, Corey en de drie jongens gaan op een kajaktocht tijdens hun schorsing, terwijl Renata en Amabella van deze gelegenheid gebruik maken om zich te binden als moeder en dochter bij het zwembad. Ed en Madeline gaan op relatietherapie, waar Madeline belooft dat ze niet meer dezelfde fouten zal maken. Later probeert Tori Ed te versieren in een bar, terwijl haar man Joseph vanaf een tafel in de buurt naar hen staart. In het ziekenhuis vraagt Bonnie's moeder haar om haar te laten sterven. Een radeloze Bonnie overweegt opnieuw om zich aan te geven bij de politie, maar op weg naar het politiebureau ziet ze Corey het politiebureau verlaten. |      |                      |               |                                  |                  |
| 13 | 6    | The Bad Mother       | Andrea Arnold | David E. Kelley & Liane Moriarty | 14 juli 2019     |
| Celeste en Mary Louise gaan voor de rechter om te vechten voor de voogdij over Max en Josh. Celeste is volledig geschokt en gekwetst wanneer de advocaat van Mary Louise haar een breed scala aan persoonlijke vragen stelt. Celeste legt uit dat ze met verdriet omgaat en van plan is zichzelf te verbeteren en beter te worden. Net voordat de rechter het vonnis aankondigt, onderbreekt Celeste dat Mary Louise nooit is ondervraagd zoals zij en dat ze dit niet eerlijk vindt. Celeste wil Mary Louise zelf ondervragen en de rechter is het daarmee eens. Ed ontmoet Tori, die hem tegenkomt en hem vertelt dat ze over hem heeft gefantaseerd. Madeline benadert Ed opnieuw en zegt dat ze het wil proberen goed te maken. Jane ondervraagt Corey over zijn aanwezigheid op het politiebureau en hij vertelt haar dat hij net is opgeroepen voor ondervraging door de rechercheur, die hem vroeg of Jane ooit met hem heeft gesproken over de nacht dat Perry stierf. Corey beweert dat hij de rechercheur niets heeft verteld. Nauwelijks gerustgesteld beantwoordt Jane niet meer aan zijn oproepen en sms'jes omdat ze zegt dat ze nog niet klaar is voor een relatie. Bonnie bekent alles (inclusief het duwen van Perry en haar wrok jegens haar moeder) aan haar moeder, terwijl die in coma ligt. Ze vertelt dit omdat ze denkt dat haar moeder binnenkort zal sterven en dat dit misschien haar laatste kans is om haar iets te zeggen. |      |                      |               |                                  |                  |
| 14 | 7    | I Want to Know       | Andrea Arnold | David E. Kelley & Liane Moriarty | 21 juli 2019     |
| Mary Louise wordt in de rechtbank ondervraagd door Celeste, waar ze vragen krijgt over de dood van Perry's broer, hoe Perry ermee omging en hoe Mary Louise Perry behandelde. Later laat Celeste een video zien hoe Perry haar fysiek mishandelt, die door haar zoontjes werd opgenomen. Ze beweert dat Mary Louise hetzelfde zou doen met haar jongens. Celeste krijgt de volledige voogdij en Mary Louise verlaat Monterey Bay. Bonnie vertelt haar moeder dat ze van haar houdt net voordat ze overlijdt en vertelt Nathan dat ze niet echt van hem houdt. Ed en Madeline hernieuwen hun geloften. Jane en Corey vorderen in hun relatie met de goedkeuring van Ziggy. Gordon zorgt ervoor dat zijn modeltreinset blijft staan ondanks de inbeslagname van hun andere bezittingen, tot afkeuring van Renata die woedend de maquette vernietigt en hem verlaat. Tot slot sms't Bonnie de rest van de Monterey Vijf dat ze alles gaat bekennen aan de politie. Als reactie vergezellen alle vier de vrouwen haar naar het politiebureau. |      |                      |               |                                  |                  |

## Prijzen en nominaties
De belangrijkste:
| Jaar | Prijs         | Categorie                                                                  | Genomineerde(n)                  | Uitslag     |
| ---- | ------------- | -------------------------------------------------------------------------- | -------------------------------- | ----------- |
| 2018 | Golden Globes | Beste miniserie of televisiefilm                                           | Beste miniserie of televisiefilm | Gewonnen    |
| 2018 | Golden Globes | Beste actrice in een televisiefilm of miniserie                            | Nicole Kidman                    | Gewonnen    |
| 2018 | Golden Globes | Beste actrice in een televisiefilm of miniserie                            | Reese Witherspoon                | Genomineerd |
| 2018 | Golden Globes | Beste mannelijke bijrol in een televisieserie, televisiefilm of miniserie  | Alexander Skarsgård              | Gewonnen    |
| 2018 | Golden Globes | Beste vrouwelijke bijrol in een televisieserie, televisiefilm of miniserie | Laura Dern                       | Gewonnen    |
| 2018 | Golden Globes | Beste vrouwelijke bijrol in een televisieserie, televisiefilm of miniserie | Shailene Woodley                 | Genomineerd |